# Новханы
Новханы́ или Новхана́ (азерб. Novxanı) — село в Апшеронском районе Азербайджана, располагается на северо-восточном берегу озера Масазыргёль, в 21 километре от Баку.
Место рождения идеолога азербайджанского национального движения Мамед Эмина Расулзаде.

## Этимология
Ойконим Новханы означает «новый дом», «новое село», и происходит из иранских языков («ноу» — новый; «ханэ» — дом, жилище). Поселение на этом месте было основано в XVII веке переселившимся сюда населением старого села, которое располагалось неподалёку.

## География
Село Новханы расположено на Апшеронском полуострове, в 20 км к северу от города Хырдалан.

## История
Новханы было основано в XVII веке, после того, как природная катастрофа уничтожила[уточнить] располагавшееся неподалёку селение Сиян.

## Население
По состоянию на 1982 г. в селе проживало 2765 человек.

## Экономика
В советские годы население села было занято виноградорством и животноводством.
В селе располагался совхоз, где выращивались шафран, миндаль и фисташка, ныне хозяйство находится в руках частных лиц.

## Достопримечательности
В Новханы расположена мечеть Шах Султан Гусейна (XVII в.), которая охраняется государством как памятник архитектуры.
В 1993 году в селе был воздвигнут памятник основателю Азербайджанской Демократической Республики Мамед-Эмину Расулзаде.